# Servidumbre (Derecho)
En el derecho, servidumbre es la denominación de un tipo de derecho real que limita el dominio de un predio denominado sirviente en favor de las necesidades de otro llamado dominante perteneciente a otra persona.
La servidumbre predial es un gravamen impuesto sobre un predio en utilidad de otro predio de distinto dueño.

## Clases de servidumbre
- [Servidumbres activas]: El predio sirviente es el que sufre el gravamen. El predio dominante el que reporta la utilidad. Con respecto al predio dominante se llama activa. Por ejemplo: electroducto - vistas - aguas.
- Servidumbres continuas: Su uso es continuo, sin que exista un hecho actual del hombre. Ejemplo: electroducto - vistas- aguas.
- Servidumbres discontinuas: Requieren del hecho actual del hombre para ser ejercidas. Ejemplo: paso - tránsito.
- Servidumbres prediales o servidumbres personales: Se hacen en beneficio de otro inmueble. Personales son las constituidas en beneficio de una o más personas o de una comunidad.
- Servidumbres aparentes o servidumbres no aparentes: Aparentes son las que se anuncian y están continuamente a la vista por signos exteriores, que revelan el uso y aprovechamiento de las mismas. No aparentes son las que no presentan indicio alguno exterior de su existencia.
- Servidumbres positivas o servidumbres negativas: Se llama positiva la servidumbre que impone al dueño del predio sirviente la obligación de dejar hacer alguna cosa o de hacerla por sí mismo, y negativa la que prohíbe al dueño del predio sirviente hacer algo que le sería lícito sin la servidumbre.
- Servidumbres legales o servidumbres voluntarias: Las servidumbres pueden establecerse por la ley (u otras normas del ordenamiento jurídico) o por la voluntad de los propietarios. Por esto mismo es la si de los siguientes en la cual se pueden denotar.

### Serventía
La Ley de Derecho Civil de Galicia recoge la figura de la serventía y la regula en los artículos 76 a 81. Es una figura jurídica que antes de la Ley de Derecho Civil de Galicia ya tenía una gran importancia consuetudinaria. El artículo 76 la define así:

Paso o camino privado de titularidad común y sin asignación de cuotas, cualquiera que sea lo que cada uno de los usuarios o causantes hubiera cedido para su constitución, que se encuentra establecido sobre la propiedad no exclusiva de los colindantes y que tienen derecho a usar, disfrutar y poseer en común a efectos de paso y servicio de los predios. No es necesario que exista un predio dominante y otro sirviente, a diferencia de la servidumbre de paso, lo fundamental es el desconocimiento del dominio o identidad individualizada del camino o vía colindante.

La sentencia del Tribunal Superior de Justicia de Galicia de 24 de junio de 1977 supone la consagración de la serventía judicialmente, dice que la serventía tiene su origen en el agra pero que también se da cuando hay un acuerdo entre los propietarios de las leiras para ceder una parte de las mismas para utilizar todos los predios y así tener una vía más cómoda que les permitiese alcanzar el camino público. Se da una situación de cotitularidad en la que todos los titulares tienen derecho a utilizarla por igual. No es un camino público, sino privado, que pertenece a todos los propietarios. Es una propiedad distinta de la titularidad de cada una de las fincas colindantes.[cita requerida]

## Características
Las características inherentes a este derecho real son:
- Indivisibilidad: La servidumbre persiste a pesar de la división de cualquiera de los predios.
- Accesoriedad: La transferencia de propiedad del predio, implica también la de la servidumbre.
- Perpetuidad: No tiene límite temporal, salvo disposición legal o acuerdo en contrario.[1]

## Servidumbre en el derecho romano
En el derecho romano, las servidumbres fueron una iura in re aliena (derechos reales sobre cosa ajena). Los libros 7 y 8 del Digesto hablaban de las servidumbres. También hubo servidumbres personales, como el usufructo, el uso, la habitación y la operae servorum. En el Digesto y las Institutas se clasificaban las servidumbres reales en rústicas y urbanas. [cita requerida]